# Скварук Андрій Богданович
Андрі́й Богда́нович Сквару́к (*9 березня 1967, Шнирів Бродівський район) — український спортсмен, метальник молота. Майстер спорту міжнародного класу. Найбільшим успіхом Андрія Скварука — одного з найкращих світових метальників молота — є срібна медаль чемпіонату світу, що проходив в Афінах у 1997.

## Особисті дані
Зріст 187 см, вага 103 кг.
Тренер — Володимир Гудилін (перший тренер — Євген Сюч).

## Біографічні відомості
Народився 9 березня 1967 року в селі Шнирів Бродівського району.
Навчався у восьмирічній школі села Шнирів Бродівського району на Львівщині, завжди брав участь у різних спортивних змаганнях. У сьомому класі виступив на районних змаганнях з легкої атлетики, де його зауважив тренер львівського спортінтернату Євген Васильович Сюч. Він запросив мене до Львова, але батьки Андрія не погодились на переїзд. Наступного року тренер знову приїхав у Броди на змагання і знову запросив до обласного центру.
| Андрій Скварук: Після закінчення "восьмирічки" переді мною постало питання, де продовжити навчання, і я обрав спортінтернат. У дев'ятому класі я взяв до рук молот, займався ще й з ядром та диском. З часом я остаточно визначився із спеціальністю. У десятому класі я виконав норматив кандидата в майстри спорту. Це сталось на змаганнях в Івано-Франківську, де я метнув молот на 9 м 96 см. |
Андрій вступає до Львівського медінституту, проте зазнає невдачі на вступних іспитах, а тому продовжує навчання у техучилищі № 57.
| Андрій Скварук:Після невдачі при вступі до медінституту ледь не залишив спорт. Майже рік не тренувався, але згодом зрозумів: я і спорт — невіддільні. |
Згодом познайомився з тренером Володимиром Гудиліним, який запросив його до Рівного. Там він став студентом механічного факультету інституту інженерів водного господарства. На першому курсі призваний до лав Радянської армії, де я служив у спортроті, регулярно тренувався і досяг непоганих результатів. Зокрема, переміг на чемпіонаті СРСР серед юніорів. Після служби у війську вступив до Рівненського педінституту.
1997 року закінчив Рівненський педінститут, фах — викладач загальнотехнічних дисциплін і фізики.
Брав участь у першості України у Дніпропетровську, де посів друге місце й виконав норматив майстра спорту міжнародного класу з результатом 77 м 80 см.
Серед учнів — Саєнко Інна Олександрівна.

## Сім'я
Одружений, дружина — Яна, виховує сина Миколу.
З майбутньою дружиною познайомився у педінституті. Яна навчалась на музично-педагогічному факультеті. У той час лікувався після травми, а тому більше уваги приділяв навчанню.

## Досягнення
- Кубок Європи-93 — 3 місце.
- Кубок Європи-94 — 2 місце.
- Олімпіада-96 — 4 місце.
- Чемпіонат світу-97 — 2 місце.